# Facebookで大逆転
『Facebookで大逆転』（フェイスブックでだいぎゃくてん、Friended to Death）は2014年のアメリカ合衆国のコメディ映画。
監督はサラ・スミック、出演はライアン・ハンセンとジェームズ・インメカスなど。
Facebook上で人気者と思い込んでいたが実は周囲から疎まれていたと知った男性の姿を通して、SNS時代における真の友情を問う内容となっている。
日本では2015年1月から2月に開催された「未体験ゾーンの映画たち2015」にて上映された。

## ストーリー
嫌われ者の駐車取締官のマイケルは仕事中もFacebookへの投稿を続けるなどSNSに依存した生活を送っている。そして自分は400人以上の「友達」と繋がっている人気者だと思い込んでいたが、実は周りから激しく疎まれていることを知り、ショックを受ける。そこで同時に仕事をクビになった元同僚のエミールを強引に巻き込み、自分が自殺したことにして、葬儀にどれだけの人が来てくれるかを確認しようとする。子どもの頃に家族を交通事故で亡くし、天涯孤独の身となっていたマイケルは、両親の葬儀に参列してくれて以来、無二の親友と信じていたジョエルだけは間違いなく自分の葬儀に参列してくれると信じ、それを確認することを一番の目的としていたのだが、葬儀の当日になってジョエルから参列しないとの連絡を受ける。マイケルは激高して、ジョエルのもとに押し掛けるが、ジョエルから実は親友でも何でもなく、親を亡くしたマイケルを可哀想に思って同情して付き合っていただけだと告げられてしまう。激しく打ちのめされたマイケルだったが、マイケルが自殺したと信じて罪悪感を抱いていたジョエルは大量の睡眠薬を飲んで自殺を図っていたためにマイケルの前で意識を失ってしまう。マイケルが事故のショックからトラウマとなっていた車を自ら運転してジョエルを病院に運び込んだことでジョエルは一命を取り留めるが、その後、遠くに引っ越してしまう。自分の身勝手さにようやく気付いたマイケルはFacebookで嘘をついていたことを謝罪し、騒動の直後に実家を出てしまったエミールにも電話で深く詫びる。そしてFacebookをやめたマイケルは心機一転、自転車屋で働くようになる。1年後、街中でマイケルはエミールと再会し、言葉を交わす。犬の里親を見つける仕事をしているというエミールは恋人もでき、活き活きとしている。マイケルはFacebookにアカウントを新規作成し、エミールに友達申請するとすぐにエミールから承認される。

## キャスト
- マイケル・ハリス: ライアン・ハンセン - 嫌われ者の駐車取締官。天涯孤独。
- エミール・ルイス: ジェームズ・インメカス（フィンランド語版） - マイケルの同僚。気弱で友達もいない。
- ジョエル: ザック・マッゴーワン（英語版） - マイケルの子どもの頃からの親友。
- シルヴィー・ウォルシュ: サラ・スミック - マイケルを付け狙って脅迫する謎の女。
- ケヴ: イアン・マイケルズ - ジョエルの親友。マイケルの死を疑う。
- ダン: リチャード・リール - エミールの養母の恋人。
- シャーロット・ルイス: アンジェラ・ブーロック - エミールの養母。息子に過干渉。
- チャック・ヘンソン: ロバート・R・シェイファー - マイケルの上司。マイケルとエミールをクビにする。
- ランス: パンチョ・モラー - マイケルの同僚。
- ヴァンス: デヴィッド・バートン・ハリス - マイケルの同僚。

## 作品の評価
Rotten Tomatoesによれば、12件の評論のうち高評価は42%にあたる5件で、平均して10点満点中4.60点を得ている。
Metacriticによれば、7件の評論のうち、高評価は1件、賛否混在はなく、低評価は6件で、平均して100点満点中26点を得ている。